# Алайский гологлаз
Алайский гологлаз, или алайский ложный гологлаз, или асимблефар алайский (лат. Ablepharus alaicus), — вид ящериц из семейства сцинковых.

## Описание
Длина тела до 6,4 см, хвост в 1,2 раза длиннее, утолщён у основания. Спинная чешуя заметно крупнее чешуи по бокам. Окраска сверху буроватых тонов с оливковым, бронзовым или зеленоватым оттенком. Отдельная чешуя на спине имеет светлые короткие черточки, которые расположены 4 продольными рядами и иногда имеют поперечную направленность. Каждая из них имеет по бокам небольшие тёмные пятна. От ноздрей через глаз и далее по бокам туловища проходят широкие бурые полосы, испещренные светлыми пятнышками, иногда и по нижнему краю тянутся светлые продольные линии. Вдоль хвоста проходят 3 бурых полоски, по краям которых часто располагаются светлые и тёмные черточки. Половозрелые самцы с июля по сентябрь имеют брюхо оранжевого или кирпично-красного цвета, самки — серого или розовато-оранжевого цвета. Молодые обычно одноцветные, без рисунка.

## Распространение
Населяет горные системы и предгорные равнины Тянь-Шаня и Памиро-Алая в пределах Таджикистана, Киргизии, северо-восточного Узбекистана и южного Казахстана. Встречался также в северном Китае.

## Образ жизни
Обитает на склонах гор, поросших растениями, в степях, субальпийских и альпийских лугах, полянах и еловых лесах, по побережьям озёр и в речных долинах, на участках с полупустынной растительностью, в предгорьях. В горах встречается на высоте 4000 м над уровнем моря, часто придерживается выходов скал и каменистых россыпей. Убежищами для алайского гологлаза служат пустоты под камнями, ущелья в коренных породах и пластах пахотной земли, а также дупла деревьев и норы грызунов. Легко поднимается на стволы деревьев и кустарников. Может переплывать арыки и небольшие ручьи. Питается насекомыми, пауками и другими беспозвоночными.
Половая зрелость наступает на 2 году жизни при длине туловища не менее 4 см у самок и 4,3 см у самцов. После зимовки, в зависимости от высоты проживания в горах появляется в конце марта, в середине-конце апреля. Спаривание происходит с мая до начала июля, и до рождения молодых сцинков проходит около 2 месяцев. В каждом яйцеводе в зависимости от размеров самки развиваются 1—3 эмбриона. Новорождённые гологлазы имеют длину до 4 см, из которых половину занимает хвост, они рождаются во второй половине июля-середине августа.